# Соболь (коммуна)
Собо́ль (фр. Saubole) — коммуна во Франции, находится в регионе Аквитания. Департамент — Атлантические Пиренеи. Входит в состав кантона Пе-де-Морлаас и дю Монтанерес. Округ коммуны — По.
Код INSEE коммуны — 64507.

## География
Коммуна расположена приблизительно в 650 км к югу от Парижа, в 175 км южнее Бордо, в 20 км к востоку от По.
На востоке коммуны протекает река Леес.

### Климат
Климат тёплый океанический. Зима мягкая, средняя температура января — от +5°С до +13°С, температуры ниже −10 °C бывают редко. Снег выпадает около 15 дней в году с ноября по апрель. Максимальная температура летом порядка 20-30 °C, выше 35 °C бывает очень редко. Количество осадков высокое, порядка 1100 мм в год. Характерна безветренная погода, сильные ветры очень редки.

## Население
Население коммуны на 2010 год составляло 127 человек.
| 1962 | 1968 | 1975 | 1982 | 1990 | 1999 | 2010 |
| ---- | ---- | ---- | ---- | ---- | ---- | ---- |
| 99   | 94   | 89   | 86   | 91   | 78   | 127  |

## Администрация
| Период | Период | Фамилия       | Партия | Примечания |
| ------ | ------ | ------------- | ------ | ---------- |
| 1995   | 2008   | Луи Гуадебе   |        |            |
| 2008   | 2020   | Бернар Лассер |        |            |

## Экономика
В 2010 году среди 80 человек трудоспособного возраста (15-64 лет) 64 были экономически активными, 16 — неактивными (показатель активности — 80,0 %, в 1999 году было 75,5 %). Из 64 активных жителей работали 59 человек (31 мужчина и 28 женщин), безработных было 5 (2 мужчин и 3 женщины). Среди 16 неактивных 7 человек были учениками или студентами, 4 — пенсионерами, 5 были неактивными по другим причинам.

## Достопримечательности
- Церковь Св. Варфоломея (XI век)[4]